# Buran 1.02
A Ptyicska a Buran program során megépített második űrsikló nyugati szakirodalomban használt nem hivatalos neve (a gép típusjelet vagy nevet nem kapott). Az elnevezés azonban hibás, mert a program mindegyik űrsiklójára a ptyicska (magyarul: „madárka”) becenevet használták. Gyakran 1.02-es sikló néven is említik. 
A Burannal együtt az automatikus tesztrepülésekhez épült, de alkalmas lett volna személyzetet is szállítani. Építését 1988-ban kezdték. A program 1993-as leállításakor 95–97%-os készültségi állapotban volt. Elektronikus berendezéseinek egy része még hiányzott belőle. Első repülését eredetileg 1991-re tervezték, automatikus repüléssel, ami alatt kapcsolódott volna a Mir űrállomáshoz. A Burannal együtt Kazahsztán tulajdonába került.
Erről az űrsiklóról azóta kevés kép és információ került nyilvánosságra. Hosszú ideig a 112-es csarnok melletti MIK csarnokban tárolták, nagy gondossággal, hisz ez az egyetlen, még létező (majdnem) repülőképes űrsikló. 2007-től szabadtéri kiállítási tárgy a Bajkonuri űrrepülőtér múzeumában.